# Gaußberg
Der Gaußberg (internationalisiert auch Gaussberg) ist ein erloschener Vulkan an der Küste des Südpolarmeeres (Davissee) im Kaiser-Wilhelm-II.-Land in Antarktika. Damit befindet er sich im Australischen Anspruchsgebiet der Antarktis.
Die Höhe des Vulkankegels, der einem Nunatak entspricht, beträgt 371 m über Meeresspiegel und seine aus dem Eisfeld emporragende markante Spitze ist der einzige eisfreie Ort in der Umgebung. Aus diesem Grund ist der Gaußberg ein wichtiger Orientierungspunkt in der antarktischen Küstenregion.
Der aus Lamproiten aufgebaute Bergkegel, der keinen Krater aufweist, wird als erodierter Rest eines einstmals größeren Vulkans betrachtet, der vor etwa 56.000 Jahren durch subglaziale Eruptionen entstanden war.
Der Vulkan bildet die südöstliche Spitze des Gaußberg-Kerguelen-Meeresrückens, zu dem neben den Kerguelen auch Heard und die McDonaldinseln gehören. Daher ist er immer wieder Gegenstand vulkanologischer bzw. geologischer Forschung.
Erstmals gesichtet wurde der Gaußberg als dunkle Erhebung am 29. März 1902 von Erich von Drygalski, dem Leiter der ersten deutschen Südpolarexpedition, als er mit einem Fesselballon aufstieg. Wenige Tage später unternahmen Drygalski und seine Mitarbeiter eine Erkundungsfahrt mit Schlitten zu der etwa 80 km entfernten Erhebung. Während einer insgesamt 13-tägigen Mission wurde der Vulkan erforscht und vermessen. Sie benannten ihn – wie schon das Forschungsschiff der Expedition – nach dem Mathematiker und Geodäten Carl Friedrich Gauß.